# Le cose predatorie del secolo
Le cose predatorie del secolo (in russo Хищные вещи века?, Chiščnye vešči veka) è un romanzo di fantascienza dei fratelli Strugackij pubblicato in centomila copie nel 1965 da Molodaja Gvardia. Dopo una lunga pausa, fu pubblicato ancora nel 1980 dall'editore Azernešr insieme al romanzo È difficile essere un dio (tiratura cinquantamila più altre quarantamila aggiuntive). Da allora, le edizioni sono riprese e si susseguono piuttosto regolarmente.
Secondo Stephen W. Potts Le cose predatorie del secolo «anticipa sorprendentemente il movimento americano cyberpunk della metà degli anni ottanta: come nel cyberpunk, uno stile hard-boiled raffigura una società appariscente, dominata da potenti facoltose istituzioni e dedita all'uso di droghe, stimolazione elettronica del sistema nervoso e manipolazione dei mass media».
Il titolo è una citazione dalla poesia "Il monologo del beatnik. La ribellione delle macchine" di Andrej Voznesenskij (nella raccolta "Antimondi").

## Trama
(Arkadij e Boris Strugatskij, Le cose predatorie del secolo, cap. 12)
Gli eventi narrati si svolgono dal 16 al 18 aprile 2019. Ivan Žilin, personaggio di precedenti opere (Apprendisti), torna sul pianeta Terra con il ruolo di agente segreto. Fingendosi un turista si reca in una città-stato che si regge sul consumismo e sull'edonismo più sfrenati. Perfino scienza e tecnologia sono completamente asservite a tale scopo. Una sorta di grande resort dove si stanno pericolosamente diffondendo delle nuove droghe: i c.d. "brividi", una specie di isteria di massa indotta dalla stimolazione di alcuni centri cerebrali, e l'ancor più insidioso "sleg", un mix chimico-elettronico letale come l'eroina. Žilin deve indagare le cause e trovare i responsabili di questa degenerazione sociale. Deve anche individuare e mettersi in contatto con un agente che l'ha preceduto e si trova già sul campo, scoprendo che questi è ormai succube dello "sleg". Lo stesso Žilin infine decide di provare sulla sua pelle l'esperienza dello "sleg" ma riesce a non cadere nella dipendenza.

## Storia editoriale
Molte le traduzioni. In occidente, vanno ricordate:
- l'edizione americana (The final circle of paradise) del 1976 (ed. DAW Books).[4]
- l'edizione inglese (The final circle of paradise) del 1979 (publisher Dennis Dobson).
- l'edizione francese (Le dernier cercle du paradis), del 1978 (Librairie des Champs-Élysées).[5]
- le edizioni tedesche (Die gierigen Dinge des Jahrhunderts) del 1981, 1982 e 1983 (Verlag Volk und Welt), seguite dalla ripubblicazione (2013), in raccolta con altri romanzi degli autori.[6]
- l'edizione olandese (De Hoogste Verrukking) del 1979 (Bruna publisher), con copertina di Karel Thole.
- le due edizioni italiane (L'ultimo cerchio del paradiso) del 2022 (Mondadori editore: Urania n. 1703; Urania 70 anni di futuro n. 41).

Il romanzo ha ricevuto critiche da parte di Aleksandr N. Jakovlev (1923-2005), politico sovietico, membro del Politburo (1987-1990) e consigliere di Gorbačëv: